# Margarida Wake, 3.ª Baronesa Wake de Liddell
Margarida Wake (em inglês:  Margaret; Liddel Strength, c. 1299/1300 — Liddel Strength, 29 de setembro de 1349) foi suo jure 3.ª baronesa Wake de Liddell, e condessa consorte de Kent pelo seu segundo casamento com o príncipe Edmundo de Woodstock, 1.º Conde de Kent.

## Família
Margarida foi a única filha e segunda criança nascida de de João Wake, 1.º Barão Wake de Liddell e de Joana de Fiennes. Os seus avós paternos eram Balduíno Wake e Edviges de Quincy. Os seus avós maternos eram Guilherme II de Fiennes, barão de Tingry, e Branca de Brienne, suo jure senhora de Loupelande. Sua mãe era irmã de Margarida Fiennes, mãe de Rogério Mortimer, 1.º Conde de March.
Ela teve dois irmãos: Tomás Wake, 2.º Barão Wake de Liddell, marido de Branca de Lencastre, e João, que não se casou e nem teve filhos.
Pela linhagem paterna, Margarida era trisneta de Llywelyn, o Grande, príncipe de Gwynedd, no País de Gales, e de sua esposa, Joana de Gales, filha ilegítima do rei João de Inglaterra. 
Já pela linhagem materna, ela também foi uma descendente de João I de Brienne, rei de Jerusalém e de sua esposa, Berengária de Leão, bisneta materna do rei Henrique II de Inglaterra e de Leonor da Aquitânia.

## Biografia
Em alguma data anterior ao ano de 1314, a nobre casou-se com João IV Comyn, Senhor de Badenoch, filho do Guardião da Escócia, João III Comyn, Senhor de Badenoch e de Joana de Valence. João III lutou na Primeira Guerra de Independência da Escócia, e foi morto pelo rei Roberto I da Escócia.
O casal teve apenas um filho, chamado Aymer ou Adomar, que morreu na infância. João faleceu em 23 de junho de 1314, durante a Batalha de Bannockburn.
Anos depois, após obter uma dispensa papal em 6 de outubro de 1325, Margarida casou-se com o conde Edmundo de Woodstock, possivelmente em 25 de dezembro daquele ano, na vila de Blisworth, no atual condado inglês de Northamptonshire. Edmundo era filho do rei Eduardo I de Inglaterra e da princesa Margarida de França, sua segunda esposa.
O conde e a condessa de Kent tiveram quatro filhos, dois meninos e duas meninas. 
O conde Edmundo auxiliou a sua cunhada, Isabel de França, consorte de Eduardo II de Inglaterra, a depor o seu meio-irmão. Porém, descontente com o novo governo, ele planejou uma nova rebelião, pela qual foi executado em 19 de março de 1330, sob as ordens de Isabel e de Rogério Mortimer, 1.º Conde de March.
Grávida, a condessa foi confinada no Castelo de Salisbury. O seu irmão, Tomás, foi acusado de traição, porém, foi perdoado.
Ela estava presa no Castelo de Arundel quando deu à luz seu último filho, João.
Quando o rei Eduardo III assumiu o poder de fato, ele se responsabilizou por Margarida e pelos seus filhos, os tratando como parte da família. A filha de Margarida, Joana, uma favorita da esposa do rei, Filipa de Hainault, foi criada na corte.
Margarida sucedeu ao título de baronesa Wake de Liddell, em 30 de maio de 1349.
A baronesa contraiu a peste bubônica, e faleceu no dia 29 de setembro de 1349. Ela foi sepultada na  Abadia de Dunfermline, na Escócia.

## Descendência
De seu primeiro casamento:
- Aimer Comyn (1314/1315 – 1316)

De seu segundo casamento:
- Edmundo, 2.º Conde de Kent (1326 – antes de 5 de outubro de 1331), sucessor do pai. Não se casou e nem teve filhos;
- Margarida de Kent (1327 – antes de 1 de maio de 1351), foi noiva de Arnaldo Amanieu VIII de Albret, visconde de Tartas e senhor de Albret;
- Joana de Kent (29 de setembro de 1328 – 8 de agosto de 1385), foi condessa de Kent e baronesa Wake de Liddell. Foi casada três vezes, sendo princesa de Gales como esposa de Eduardo, o Príncipe Negro, filho de Eduardo III. Teve descendência, incluindo o rei Ricardo II de Inglaterra;
- João, 3.º Conde de Kent (7 de abril de 1330 – 26 de dezembro de 1352), foi sucessor do irmão e da mãe. Foi o primeiro marido de Isabel de Jülich, mas não teve filhos.